# Hermonassa lineata
Hermonassa lineata là một loài bướm đêm trong họ Noctuidae.